# カール・ランドリー
カール・クリストファー・ランドリー（Carl Christopher Landry、1983年9月19日 - ）はアメリカ合衆国・ウィスコンシン州ミルウォーキー出身の元バスケットボール選手。NBAのヒューストン・ロケッツなどに所属していた。ポジションはパワーフォワード。206cm、112kg。

## 経歴

### 学生時代
ヴィンセント高校卒業後、ヴァンセンヌ大学に進学。1年目の2002-03シーズンは、手の骨折でシーズンの半分を欠場するが、14.7得点8.7リバウンドを記録した。翌2003-04シーズンには19.6得点8.9リバウンド2.3ブロック、FG成功率73.8%を記録し、ジュニアカレッジのオールアメリカファーストチームと、All-Regionの最優秀選手に選ばれた。
ヴァンセンヌ大学では2シーズンプレイし、その後パデュー大学に転校した。2004-05シーズンは18.2得点7.1リバウンド、FG成功率61.8%を記録し、ビッグ・テン・カンファレンスのセカンドチームに選ばれたが、シーズン終盤に膝を故障してしまい、翌シーズンは回復に専念するため試合に参加できないレッドシャツとして過ごした。膝を完治させ、万全な状態で臨んだ翌2006-07シーズンは、18.9得点7.3リバウンドを記録。カンファレンス史上初となる3週連続カンファレンス週間MVPを獲得し、カンファレンスのファーストチームにも選ばれた。

### NBAキャリア
大学卒業後、2007年のNBAドラフトにエントリーし、シアトル・スーパーソニックスから2巡目全体31位で指名を受けたが、後に将来のドラフト2巡目指名権との引き換えでヒューストン・ロケッツにトレードされた。ドラフト指名順位、トレードの交換条件を見ても分かるように、ドラフト時のランドリーの評価は決して高いものではなかった。
ルーキーイヤーとなった2007-08シーズン序盤はベンチを暖める日々が続いたが、シーズン中盤から出場時間が増え始めた。特にエースセンターの姚明が足の骨折でシーズン絶望となると、ランドリーのチーム内での価値は飛躍的に高まり、このシーズンにロケッツが姚明を失ってもなお記録したリーグ史上2番目となる22連勝の期間中にも、二桁得点を連発するなどして大きく貢献した。シーズン成績は8.1得点4.9リバウンドで、オールルーキーセカンドチームに選ばれた。プレーオフ1回戦のユタ・ジャズとのシリーズでは、第3戦で自身の前歯と引き換えに、デロン・ウィリアムスのシュートをブロックし、チームの勝利に貢献したが、プレーオフ1回戦突破はならなかった。
その後2010年2月までロケッツでプレーした後、サクラメント・キングス、ニューオーリンズ・ホーネッツを経て2012-13シーズンはゴールデンステート・ウォリアーズでプレーし、ペンチプレーヤーとして快進撃を支えた。2013-14シーズンより再びキングスでプレーし、2015年7月にフィラデルフィア・76ersに移籍。2016年8月31日に解雇された。

### 中国へ
2016-17シーズンを無所属で終えたランドリーは、2017年8月26日、CBAの吉林九台農村商業銀行東北虎籃球倶楽部 (吉林ノースイーストタイガース) と契約した。

## その他
ニューヨーク・ニックス、ボストン・セルティックスでプレーしていたマーカス・ランドリーは弟。